# Hana Uzaki
(Da una sinossi ufficiale)
Hana Uzaki (宇崎 花?, Uzaki Hana) è un personaggio immaginario, protagonista del manga e anime Uzaki-chan Wants to Hang Out! di Take. Il debutto del personaggio è avvenuto il 1º dicembre 2017 con la pubblicazione sul sito web Dra Dra Sharp di Niconico Seiga della serie manga, per poi raggiungere gli schermi giapponesi con la trasmissione dell'adattamento animato a partire dal 10 luglio 2020.
La notorietà di Hana nel mondo occidentale è cresciuta a seguito di una controversia causata dall'utilizzo del personaggio come mascotte per una campagna di donazione del sangue da parte della Croce Rossa giapponese nell'inverno del 2019.

## Descrizione

### Aspetto fisico
Hana Uzaki è una studentessa universitaria diciannovenne. Ha i capelli grigio argento, che porta a caschetto, gli occhi blu e uno yaeba (il caratteristico canino protrudente spesso associato ai personaggi "carini" in anime e manga).
È caratterizzata dal contrasto tra la sua bassa statura (145 cm) e il suo seno prosperoso (una coppa J).
Il suo abbigliamento più ricorrente è una maglietta a mezza manica blu e bianca, con la scritta bianca in campo rosso Sugoi dekai (traslitterazione rōmaji del giapponese すごいでかい? lett. "molto grande"), una minigonna di jeans, un collant e stivaletti marroni.

### Personalità
(Naomi Ōzora, doppiatrice di Hana)
Hana è una ragazza allegra ed estroversa. Adora divertirsi nei modi più disparati, dalle attività all'aperto ai videogiochi, e passare il tempo con il senpai Shinichi Sakurai. Non è molto atletica e in certi casi si dimostra svogliata, ma la sua attitudine normale è intraprendente e fin troppo energica, il che provoca spesso il fastidio di Shinichi. Per questo motivo, è spesso descritta come "fastidiosa ma carina" (ウザかわいい?, uzakawaii).
Ha un carattere alquanto infantile, e i suoi difetti includono l'essere chiassosa, testarda e piena di sé, e agire spesso senza pensare alle conseguenze. In più di un'occasione, ad esempio, finisce con il bere troppo e ubriacarsi. Ciononostante, si sa anche dimostrare responsabile quando si tratta di prendersi cura del senpai ammalato.
È una grande amante dei cioccolatini alla menta, al punto da adirarsi quando Shinichi ne paragona il sapore al dentifricio.
Hana ha la peculiarità di aggiungere l'espletivo 〜ッス?, ssu alla fine delle frasi. Da piccola parlava nel dialetto del Kansai come suo padre, ma ha smesso dopo essere stata presa in giro perché parlava "come una teppista".

### Biografia
Hana ha conosciuto Shinichi a quindici anni, durante il primo anno di liceo. Dopo essere entrata nel club di nuoto con il ruolo di aiuto-manager, la ragazza, a quei tempi molto più riservata, è stata scoperta dal senpai mentre si allenava in segreto nella piscina scolastica per imparare a nuotare.  Quando Shinichi, nuotatore provetto, s'è offerto di farle da insegnante privato, Hana si è resa conto che il suo aspetto minaccioso celava in realtà una personalità gentile.
A diciotto anni, Hana si è iscritta alla stessa università di Shinichi, per poi passare l'intero anno scolastico a osservarlo bighellonare sempre da solo. Questo la porta l'anno seguente alla decisione di impegnarsi per strappare il senpai dalla sua solitudine, e dal quel momento inizia a frequentarlo assiduamente, a discapito del desiderio di Shinichi di stare per conto suo. Dopo aver scoperto il bar in cui lavora il senpai, Hana si fa assumere nello stesso locale, dove conosce la senpai Ami e suo padre, il proprietario del bar. Nel frattempo, Ami e il compagno di classe di Shinichi, Sakaki, dopo aver constatato la palese mutua attrazione tra Hana e Shinichi, i quali però si rifiutano entrambi di ammetterla, iniziano a tramare nell'ombra per far avvicinare romanticamente i due.
Il rapporto tra Hana e Shinichi si evolve gradualmente nel corso del tempo. Inizialmente, Hana si limita a provare imbarazzo quando finisce in alcune situazioni compromettenti con Shinichi, ad esempio quando il senpai le palpa involontariamente il seno. In seguito, Hana fraintende le parole di Shinichi da ubriaco credendo che stia confessando il suo amore per lei, e in tutta risposta la ragazza si ubriaca a sua volta, finendo per dimenticare tutto. Al festival universitario, Hana e Shinichi finiscono con il farsi leggere la sorte da un membro del club dell'occulto, che svela loro che il loro livello di compatibilità è il più alto che abbia mai visto. Questo episodio spinge Hana ad accettare parzialmente i suoi sentimenti, anche se in modo distorto, convincendosi che il senpai non abbia occhi che per lei e quindi che lei sia in qualche modo responsabile di prendersene cura. Successivamente, una conversazione con Sakaki le instilla un maggior senso di urgenza, quando si rende conto di non avere molto tempo prima che il senpai si laurei e lasci l'università. Un altro momento chiave nella loro relazione accade quando Shinichi si fa sfuggire che Hana per lui è "speciale". Il Natale seguente, Hana invita Shinichi a casa propria per festaggiare assieme al resto della famiglia, e in quell'occasione Shinichi scopre (a insaputa di Hana) che la ragazza è innamorata di lui. Dopo averlo riportato a casa ubriaco, Hana viene involontariamente spinta sul letto da Shinichi, e torna a casa con il batticuore. Il giorno seguente, tuttavia, Shinichi finge di essersi completamente dimenticato dell'accaduto.
Poco dopo, Shinichi si decide a dichiararsi a Hana, e i due si mettono ufficialmente insieme, con grande soddisfazione dei loro amici. Tra i primi a saperlo vi è Fujio, il padre di Hana, che malgrado apprezzi il ragazzo non può fare a meno di rimanere sconvolto dalla notizia. Poco dopo, ne viene a conoscenza anche la madre di Shinichi, Haruko, che prende subito in simpatia la ragazza e la esorta a non risparmiare le maniere forti con il figlio, se necessario. Hana, da parte sua, è elettrizzata dall'inizio della relazione, nel corso della quale il suo lato infantile e testardo si fa sempre più da parte per lasciare spazio a una Hana più matura e desiderosa di intimità. Fin da subito, la sua relazione con Shinichi si configura dichiaratamente come il tentativo di Hana di "allenare" Shinichi a diventare sempre meno impacciato e disinibito nei suoi confronti, sfruttando in particolare il ripetuto contatto fisico per abituarlo a questa loro nuova dimensione affettiva. Le tappe principali di questa fase della relazione vengono raggiunte quando per la prima volta Shinichi prende iniziativa per baciare Hana, e in seguito quando la ragazza lo convince a carezzarle il seno.

## Accoglienza
Hana Uzaki è stata oggetto di critiche a causa del suo aspetto. A ottobre 2019, il giornalista Jay Allen ha espresso il suo disappunto nell'utilizzo da parte della Japanese Red Cross Society (la Croce Rossa giapponese) del personaggio di Hana in un poster per promuovere campagne di donazione del sangue, affermando che il personaggio fosse "eccessivamente provocatorio" per un contesto del genere. Nel poster in questione, Hana si rivolge allo spettatore con un'espressione beffarda e la domanda:
(Hana nel poster della campagna 2019 della JRCS)
Benché Allen non fosse intenzionato a sollevare un caso mediatico, il suo commento ha causato una controversia su Twitter dopo essere stato condiviso dall'avvocata e femminista Keiko Ōta, che ha sostenuto le critiche di Allen definendo il poster "insensibile" e descrivendolo come una "molestia sessuale sullo sfondo". Il caso, che ha coinvolto principalmente l'utenza occidentale del sito, è stato riportato da alcuni canali mediatici specialistici, che hanno messo in risalto la natura relativamente innocua dell'anime. Allen ha successivamente difeso la propria posizione dalla moltitudine di risposte negative ricevute, spiegando che il problema dell'immagine non era la procacità del personaggio ma la sua oggettificazione e il suo utilizzo in un contesto inappropriato; affermando che, malgrado la falsa percezione di molti occidentali, le donne giapponesi trovavano quel tipo di messaggio offensivo; e caratterizzando la maggior parte dei suoi detrattori come "weeb" (termine spregiativo utilizzato per quegli appassionati di anime e manga che conoscono il Giappone solo attraverso stereotipi).
Malgrado la polemica, l'iniziativa della JRCS ha riscosso un grande successo, motivando una seconda collaborazione da parte della Croce Rossa giapponese con il personaggio di Hana nel mese di febbraio 2020 in un numero ancora maggiore di prefetture.
Una seconda controversia è scoppiata nell'estate del 2020, sempre nel mondo occidentale, in merito al character design di Hana, da alcuni considerato irrealistico o eccessivamente vicino al fandom lolicon.